# سلیمان کرپیچ
سلیمان کرپیچ (به انگلیسی: Sulejman Krpić؛ زادهٔ ۱ ژانویه ۱۹۹۱) بازیکن فوتبال حرفه‌ای بوسنیایی است که در پست مهاجم برای باشگاه ژلیزنیچار سارایوو در لیگ برتر بوسنی و هرزگوین بازی می‌کند.
وی همچنین در تیم ملی بوسنی و هرزگوین بازی کرده‌است.

## عملکرد ملی
کرپیچ در سال‌های ۲۰۰۹ و ۲۰۱۱ عضوی از تیم ملی زیر ۱۹ سال بوسنی و هرزگوین بود. او ۴ بازی برای تیم ملی انجام داد اما گلی به ثمر نرساند.
در دسامبر ۲۰۲۱، کرپیچ برای اولین بار به تیم بزرگسالان دعوت شد، برای یک بازی دوستانه مقابل ایالات متحده، و در آن بازی در ۱۸ دسامبر اولین بازی خود را انجام داد.

## افتخارات

### باشگاهی
اسلوبودا توزلا
- لیگ دسته اول بوسنی و هرزگوین (۱): ۱۴–۲۰۱۳
- لیگ برتر بوسنی و هرزگوین نایب‌قهرمان (۱): ۱۶–۲۰۱۵
- جام حذفی بوسنی و هرزگوین نایب‌قهرمان (۱): ۱۶–۲۰۱۵

### فردی
- آقای گل لیگ برتر بوسنی و هرزگوین ۱۹–۲۰۱۸ (۱): ۱۶ گل